# Ernani
Az Ernani Giuseppe Verdi egyik négyfelvonásos operája. Szövegkönyvét Francesco Maria Piave írta Victor Hugo Hernani című színműve alapján. Első bemutatója 1844. március 9-én volt a velencei La Fenice operaházban. Magyarországon 1847. február 3-án mutatták be a Nemzeti Színházban.

## Szereplők
| Szereplő | Hangfekvés |
| --- | ---------- |
| Ernani, lázadó | tenor      |
| Don Carlos, Spanyolország királya | bariton    |
| Don Ruy Gomez de Silva, spanyol grand                                                                                                 | basszus    |
| Elvira, az unokahúga és menyasszonya                                                                                                  | szoprán    |
| Giovanna, a dajkája | szoprán    |
| Don Riccardo, a király fegyverhordozója                                                                                               | tenor      |
| Jago, Don Silva fegyverhordozója | basszus    |
| Banditák és lázadók; lovagok és Silva rokonai; Elvira szolgálólányai; a király lovagjai; spanyol és német nemesek; apródok és katonák |            |

## Cselekmény
Helyszín: Aragónia, Aix-la-Chapelle, Zaragoza
Idő: 1519

### Első felvonás
Ernani embereivel azt tervezi, hogy megszökteti Elvirát, akit Silva herceg kényszerrel feleségül akar venni. A királyi családból származó Don Carlos is szerelmes Elvirába. Inkognitóban vendégeskedik Silva kastélyában, ostromolja Elvirát, de visszautasításra talál.  Erre Carlos elhatározza, hogy elrabolja, de ebben Ernani megakadályozza. Silva mindkettőn bosszút akar állni, de ekkor Don Carlos felfedi kilétét, ő lesz a király. Ernani Elvira segítségével megszökik.

### Második felvonás
Ernanit halottnak hiszik. Elvira beleegyezik a Silvával való házasságba. De Ernani él és zarándoknak öltözve belopakodik a menyegzőre. Silva vendégjogot kínál neki s ezt még akkor is fenntartja, amikor Ernani felfedi előtte kilétét. Megérkezik Don Carlos, aki magával viszi Elvirát. Silva és Ernani szövetséget kötnek egy feltétellel: cserébe a vendégjogért és a támogatásért Ernaninak bármikor késznek kell lennie meghalni, amikor Silva ezt akarja.

### Harmadik felvonás
Don Carlos felkeresi ősei kriptáját, hogy ott várja meg a királyválasztás eredményét. Itt gyülekeznek az összeesküvők is Silvával és Ernanival, hogy sorsot húzzanak ki öli majd meg a királyt. Ekkor lövések dördülnek el és kiderül, hogy Don Carlos kihallgatta az összeesküvők egyezkedését. Halálukat akarja, de Elvira könyörgése miatt eláll szándékától. Ernani és Elvira egybekelnek.

### Negyedik felvonás
Elvira és Ernani vidám esküvői ünnepén megjelenik Silva, aki a nászéjszakán Ernani halálát követeli az egyezségnek megfelelően. Minden könyörgés hiábavaló: Ernani öngyilkos lesz, Elvira pedig követi őt a halálba.

## Zenéje
Az átlagos Verdi-korabeli olasz operában általában egyetlen olyan momentum volt, ahol összecsaptak a szembenálló felek. Ezzel ellentétben az Ernaniban a konfliktus a főszereplő hármas között szinte állandó jellegű: Elvira-Don Carlos, Silva-Ernani, Silva-Don Carlos, Silva-Elvira. Verdi továbbfejleszti az először a Nabuccóban használt technikát, melynek értelmében a szembenálló feleket zeneileg a legtávolabb helyezi egymástól: pld. az első felvonásban Don Carlos egy emelkedő, dúr-arpeggiofrázissal vallja meg Elvirának a szerelmét, a hölgy felháborodott, ereszkedő moll-arpeggiofrázissal válaszol. Az operában is jelen vannak Verdi vokális archetípusai: a hol lángoló, hol kétségbeesett hősies tenor (Ernani) és a kérlelhetetlen bariton (Don Carlos). A kritikusok elsősorban a nyers hangszerelését rótták fel a darabnak és a lendületes áriák és kórusművek gyenge zenei kíséretét, melyet elsősorban fúvóshangszerek segítségével oldott meg.

## Híres áriák, zeneművek
- Come rugiada al cespite- Ernani (első felvonás)
- O tu che l'alma adora - Ernani (első felvonás)
- Surta e la notte - Elvira (első felvonás)
- Tutto sprezzo che d'Ernani - Elvira (első felvonás)
- Ernani, Ernani involami - Elvira (első felvonás)
- Infelice!..e tuo credevi - Don Ruy Gomez de Silva (első felvonás)
- Lo vedremo, veglio audace - Don Carlo (második felvonás)
- Odi il voto o grande Iddio - Ernani (második felvonás)
- Sprezzo la vita ne più m'alletta - Ernani (második felvonás)
- Vieni meco, soldi rose - Don Carlo (második felvonás)
- O sommo Carlo - Don Carlo (harmadik felvonás)
- Oh de'verd'anni miei - Don Carlo (harmadik felvonás)